# 蒙泰尼布澤烏鄉
44°38′00″N 26°59′00″E / 44.6333°N 26.9833°E
蒙泰尼布澤烏鄉（羅馬尼亞語：Munteni-Buzău, Ialomița），是羅馬尼亞的鄉份，位於該國南部，由雅洛米察縣負責管轄，面積51平方公里，2007年人口3,669，人口密度每平方公里72人。